# 看護師・患者の関係性
看護師と患者の関係（かんごしとかんじゃのかんけい、英語: Nurse–client relationship）は、看護師と患者、およびその家族、グループ、またはコミュニティなどの「クライアント」のウェルビーイングを目的とした相互関係である。看護師・患者関係は、あらゆる集団・文化・臨床現場において、実践看護の基礎となるものである。

## 要素
看護師とクライアントの関係性は、いくつかの要素で構成される。 

### 境界
境界（バウンダリー）という概念はもともと精神医学に由来し、一般に、職業的境界（プロフェッショナル・バウンダリー）というものである。看護師の職業的境界は、看護師とクライアントの関係性において不可欠な要素となる。これは、看護師およびクライアントの権利を尊重し、看護の法的、倫理的、および職業的基準によって課せられる見えない一線を引く、ということである。この境界線は、たんなる言葉の問題だけでなく法律によっても患者のニーズや権利を保障するために法的に定められていることである。オンタリオ看護大学の（CNO）基準は、看護師と患者との間の関係の境界を確立することは看護師の責任であると定めている。境界線を引くということは特定の目的と健康上の目的があり、その目的が達成された際には関係性は終わる。 
看護師の個人的な利益の為、患者を犠牲にするような言動振る舞いまたは行動は境界違反である。境界違反のいくつかの例は、自分の患者との恋愛関係または性的関係、患者へ自分の事ばかり話すこと、および患者からの金品の受け取りです。患者に対する暴言や虐待やネグレクトは極端な例であり、看護師・患者関係における信義や職業的信頼関係を毀損する裏切り行為とされる。また患者からの対話内容を報告しないと言ったこともネグレクトの一環である。また、タメ口をきくなど高齢者蔑視（エイジズム）なども見られる。 
職業的な境界線を超えた、または越えた可能性があるという兆候に注意することは看護師の責任である。 境界違反につながる可能性がある境界交差のサインには、私的にクライアントの事を頻繁に想う事、特定のクライアントと秘密を持つこと、あるクライアントに好印象を与えるために他人を犠牲にしてそのケアを優先すること、などが含まれる。 看護師との関係が継続または中止された場合にクライアントのウェルビーイングを損なう可能性があるものはすべて、警告サインと見なすことがでる。
境界違反は決して受け入れられることではなく、誰がそれを始めたかにかかわらず専門的に、そして治療的にあらゆる状況に対処することは看護師の仕事である。 
これは、アメリカの看護師協会、en:National Council of State Boards of Nursing (NCSBN)が公開している「（看護における境界 - 職業的境界線のガイド）A Nurse’s Guide to Professional Boundaries -“Professional Boundaries in Nursing”」にまとめられてる。

#### 患者との立場関係について
「Professional Boundaries and the Nurse-Client Relationship: Keeping it Safe and Therapeutic - Guidelines for Registered Nurses」というガイドラインでは以下のように説明している。
「患者」対「看護師」という時点で不公平な力関係が生じ、患者は看護師に対し脆弱で言いなりにされるがままの弱い立場に置かれる。看護師がその職業的立場を自覚せずに軽視すると、患者は潜在的虐待と搾取の対象となる。その不均衡は、患者は看護師が提供するサービスに依存し、看護師の専門知識と医療機関における権限と、患者個人の秘匿情報に触れる立場、そして患者の決断を左右させうる立場などから来る。また、看護という仕事の特性上、患者に対して密の肉体的、精神的、感情的な親密さという雰囲気を醸成するが、これは同時に患者の脆弱性を増長させてしまう。この潜在的な権力の乱用につながる力関係の不均衡と職業的立場を認識し、患者を萎縮させてしまうように感じさせたり、依存させるようなこと、または弱い立場に付け入るようなことにならないように注意するのは看護師の責任である。
このように、医療を受ける患者の弱みに付け入ったり、看護師の立場上得られる力を乱用しない、というのが患者・看護師の間における信頼関係の基本である、としている。
看護師と患者(家族含む)の間に、個人的感情や、プライベートの関係、恋愛、性的関係を持ち込む事は、職業的境界線を侵害した行い。職業的境界線を侵害する行為は、信頼関係を毀損し治療を妨害し重大な倫理規範の違反となり、海外では罰則、免許剥奪もある違法な犯罪行為にもなりうる行為とされている。
病院で、人を服を剥いで裸にし、抱きかかえ、観察し、性器を触り、拭き、管を差し込む。そういう仕事をする看護師にとって、信頼されるために、看護師側が高い倫理感を持っている事を一般に対し具体的に行動でもって証明する事がなにより重要であることは本来は当たり前の事だろう。それでも過ちをすることがあるからこそ欧米では法律での処罰という予防線と被害者を保護するシステムを作っている。日本においてはどちらも無い。

#### 日本において
「患者-看護師関係における境界概念モデルの構築及び境界調整に関する技術的要素の抽出」という研究によれば、「境界を明確には意識していない看護師がほとんどであった」上に、「患者ー看護師関係における境界そのものに焦点をあてた研究は国内では行われていない」
日本人は、概して個人の人権や個性より場や人間関係を重視し、その「場」における役割で行動するといわれている。しかし他との境界を意識せず、自他が同化される場合、「患者は今このような状態である、従ってこのような援助をしてもらいたいはずだ」という自己の思いがそのまま「患者がこのような援助をしてもらいたいと要望している」という患者の思いに変化してしまう。こういった看護師が自他を同化させ、看護師の思いだけで看護が押し進められる場合、それはもはやケアとは言えない。患者の意志ではなく看護師の判断によって看護が提供されてしまう。看護師の「場」の重視は、医師に対しては、看護師が「従順に振る舞う」という形で現れるが、患者に対しては、看護師が「従順さを要求する」という形で現れてしまう
。場合によっては看護師と患者の共依存である。

### 守秘義務
これは関係性を安全なものにし、信頼を確立する。 秘密が守られる前提で、患者は自らの個人的な情報を明らかにし、質問などもしやすくなるのである。看護師は、患者の治療チーム以外のものには患者の情報を漏らしてはならず、それ以外の人と情報を共有するにはクライアントから書面による許可を得る必要があることを認識すべきである。 

#### 日本において
秘密の保持に関する保助看法上の条文は法制定当時にはなく、平成 13 年(2001) の法律第 87 号で第 42 条の 2 として新たに追加された。それまでは、守秘義務はおろか、倫理問題に関する意識は教育レベルでも皆無であった。
1996 年の指定規則の改正でも、看護倫理に関して独立した科目は設けられていない。2002年に出された文科省看護基礎教育の在り方に関する検討会報告「大学における看護実践能力の育成の充実に向けて」（文部科学省, 2002）によってはじめて「看護職者は、対象者が治療及びケアを受ける過程で遭遇する具体的な場面で、常に、その人の尊厳と権利を擁護する立場で行動できることが不可欠である」と述べられている。また、その教育方法についても「学生自身がその意味に深い関心を持ち、看護職者が対象者の権利擁護者として機能することの意義を追求できるよう、具体的な看護事象を用いた演習を組むなど、学生同士の討論や患者などの対象者などから学ぶ方法を採用することが大切である」とされている。さらに、人間尊重について「対象者の立場に立つこと、個人の文化背景・価値・信条の理解、意思決定に必要な情報の提供、自己決定権、人間としての尊厳・人権尊重、インフォームド・コンセントの実践と支援、プライバシーの保護と個人情報の取り扱い、セカンドオピニオンの意義などについて」と具体的に言及した。
そのため、看護学校などで、そのような内容を教えるカリキュラムもなかったのが現状である。

## ペプロウ看護理論
ヒルデガード・ペプロウの看護理論は看護師・患者関係性と非常に深い関連がある。その主要な側面の1つは、看護師と患者の両方が関係性の構築の過程でより知識を深め成熟してゆく、というものである。ペプロウは、関係は各人の思考、感情、行動の相互作用に依存しており、その関係においてすべての特定のニーズが十分に考慮されると、患者はより良い健康を経験すると考えていた。

## 「悪い」看護師・患者関係

### パターナリズム
パターナリズムは言葉遣いや態度にも現れる。「patronize ペイトロナイズ」も同じくpaterを語源に持つ。知らないでしょ、あなたの為なのよ、やってあげてるのよ、という"上から"の態度をひけらかして自分の思い通りにさせようとすることを言う。直訳すると「保護者ぶるなー＞（転じて）子供騙しな扱いするな」となる。これは英語圏でも相手を侮辱する行為である。
そして患者をpatronizeすることは、患者の自尊心と品位を奪い、患者の生きる気力すら奪いかねない行為である。

### 共依存
共依存傾向を持つ者は対人援助職に就くことが多いとされている。特に看護師は共依存的特徴が発揮されやすく、さらには共依存的関係を構築する可能性がある。ゆえに職務の遂行において、患者に対して共依存的行動が発揮され、自己評価の低さを補うため、他者への世話をやくことで他者からの評価を求め、ケアが必要な人や被介護者に対して、無意識に献身的に世話を焼き、満足感を得ようとするのであれば、それは適切な支援とはいえない。
共依存は看護師ー患者関係において、パターナリズムとはまた別の物であるが、同じように弊害がある。

### エイジズム
老人蔑視という。老人相手だからと看護師がタメ口や赤子言葉を使ってよいと決めつけることは、老人蔑視（エイジズム）に相当する。

## 看護師の治療的行動指針
看護師は常に患者の最善の利益のために行動して、クライアントに利益をもたらすことのみを意図した厳密な関係を維持することが期待されます。看護師は、プロフェッショナルの立場を保ちつつ、クライアントのニーズを確実に満たすようにしなければなりません。徹底的な研究と臨床観察は、身体、心と感情が一致していることを示しました。したがって、他の人を助けるためには、これらすべての側面を考慮しなければなりません。つまり、人を無視して単に病気を治療する、ということを意味しないのです。患者のケアとは、単なる病気や障害の治療だけではありません。 
看護師と患者の治療的関係を維持するために必要な知識の側面は以下のとおりです。   
「背景知識」は看護師の教育、そして彼女の人生経験です。「対人関係」および「人の発達」の知識は、自己の感覚および他者への自己影響の理論の知識です。 具体的な理論は次のとおりです。対人関係論、関係理論、発達理論、および性別/発達理論。「人の知識」は看護師がクライアントと彼らの世界を理解するために時間をかけなければならないと説明します。彼らにとって何が意味があるのか、そして彼らの歴史。「健康と病気の知識」は、看護師が患者の健康問題について達成しなければならない知識です。「ヘルスケアとヘルスケア政策に対する幅広い影響についての知識」は、看護師がクライアントのケアの影響を認識する必要があることを説明しています。社会的/政治的勢力、医療制度への期待、そしてアクセシビリティの変化、そして資源。システムの知識は看護師が彼らが彼らの顧客がサービスにアクセスするのを助けることができるように「ヘルスケアシステム」について知る必要があると説明します。看護における効果的なコミュニケーションには、共感的、非判断的、理解、親しみやすく、思いやりがあり、思いやりがあり、安全で倫理的な資質を持つことが必要です。 CNO規格の最初の声明はTherapeutic Communicationです。これは、看護師と看護師との関係を築き、維持し、終結させるために、看護師がコミュニケーションと対人関係のスキルを適用するべきであることを説明しています。 
治療的関係に対する全ての局面は相互に関連している。 一方の側面を他方の側面なしでは効率的に使用することはできません。彼らはすべてつながっていて、成功した関係を築くために共に働いています。 看護師は、他人との関係を改善するなど、健康関連の目標を達成するためにクライアントを支援します。 「看護師が彼らの顧客に提供する援助は技術的専門知識以上のものです。 看護師とクライアントの関係はそれ自体で強力な癒しの力です。 

### 自己認識
自己認識とは、自分自身の自己評価と、感情的な状況、人、場所に対する反応の内部評価です。自己認識の例としては、怒りを示すことが弱さの表れではないことを認めることが挙げられます。あなたのコントロールの及ばない感情があったからです。  自己認識はあなたが完全にクライアントとプレゼンスに関わることを可能にします。看護師としていつ援助を提供すべきか、いつ立ち去るべきかを知ることができます。  個人が自分自身を完全に理解することができるまで彼らは他人を理解することはできません。 看護師は共感を開発するために患者の経験に関連することができるようにこの関係で自己認識を必要とします 。自己認識は、看護師が職業上の実践において最も重要な側面である可能性があります。 

### 本物の態度で、やさしく、敬意を払う
非常に熟練した経験豊富な看護師は、看護師と顧客の関係をうまく確立するために一定の属性またはスキルを持っていなければなりません。 そのような本物の、暖かいと敬意を表するなどの属性は言及するいくつかです。 尊敬の側面は、個人の文化を尊重し、つねにオープンマインドであることです。看護師は、彼らの健康を改善する方法について、学ぶことにもっと従事するように彼らの家族と一緒に働きます。 彼らは最も効果的な支援システムであるかもしれないので、クライアントにとって彼らの家族を取り入れることは非常に有益です。 あなた自身を明らかにし、クライアントと嘘偽りのない関係性であることで、望ましい看護師とクライアントの関係を達成するでしょう。 
治療的に振る舞うには、クライアントが会話を制御して励ましを続けることを可能にするために自由回答式の質問を組み込んで、受け入れを表示するために時々沈黙を保つ必要があるかもしれません。 さらに、看護師は関与することへの欲求を実証するための距離を縮め、クライアントのメッセージに対する看護師の解釈を検証し、それらに焦点を当てることによって会話を重要なトピックに向かわせることを検証することもできる。 さらに、丁寧で時間厳守の表示は、辛抱強くあることを覚えていることを理解することに加えて、クライアントを尊重し、また彼らの健康のよりよい世話をする彼らの試みに対してクライアントを賞賛し奨励することです。  ナースとクライアントの関係を確立する主な要因は、あなたが無意識のうちに発信する非言語的なメッセージや行動です。その結果、否定的な認識が生まれ、クライアントが最適な健康状態に達するのを効果的に支援する試みがゆがめられることがあります。 言葉以外の要因の1つはリスニングです。 リスニング行動はSOLERとして識別されます。クライアントに対して真っ直ぐに座って、オープンポジションを維持し、腕や脚を横切らないように、クライアントに向かってわずかに傾け、Eは合理的で快適なアイコンタクトを維持し、Rはリラックスします。 これらの行動はコミュニケーションスキルに効果的で、他の人の話を聞く方法について考えるのに役立ちます。 

### 共感
他人の知覚世界に入る能力を持ち、彼らが状況をどのように経験しているかを理解することは共感です。 これは、サポートを伝え、理解し、経験を共有するために欠かせない重要な治療的看護師の行動です。一般的な意味での看護師への依頼人は助けを求めています。 患者は、関心、同情、そして彼らの困難についての理解を示す看護師を期待しています。 ケアを受ける患者は自分の病気や障害の治療以上のものを探している傾向があるとき、彼らは心理的な配慮を受けたいと思います。これは良いコミュニケーションを通して起こります、クライアントとのコミュニケーションはケアの基礎です。 
困難な時期に、クライアントは自分たちの治療を可能な限り難しくしないような治療的関係を探しています。 多くの患者は、彼らの問題に対する解決策が利用可能ではないかもしれないが彼らを通してサポートをすることを期待しており、これがポジティブまたはネガティブな経験を定義するものであることを知っています。  共感は、看護師とクライアントの間のコミュニケーションを強化するためのツールとして使用されます。 

### 文化的感受性
ヘルスケアは多文化環境であり、看護師はさまざまな文化や倫理的背景を持つ患者をケアすることを期待しなければなりません。文化的背景は、人々の生活と健康に対する認識に影響を与えます。 看護師の目的は、彼らが文化に特化したケアを提供できるようにする一連の知識を開発することです。 これは心を開いて受け入れ態度から始まります。 
文化的能力は、看護師とは異なる文化からの患者に対する敬意と意識を高める観点です。 文化的な敏感さは他人の知覚を理解するために私たち自身の見方を脇に置いています。 思いやりと文化は複雑に関連していると言われています。  思いやりがなければ治療法はあり得ず、思いやりは人の文化のさまざまな価値観や行動を知ることを含むため、これは信じられています。 言語のニーズを評価し、必要に応じて翻訳サービスを依頼し、患者の言語で書かれた資料を提供することが重要です。 同様に、患者のコミュニケーションスタイルを模倣しようとすること（例：目に直接触れない、ゆっくりする、静かにする）。 
文化的な敏感さとコミュニケーションの良さに対する大きな障害は民族中心主義であり、これはある倫理的集団が他の集団より優れているという信念です。これは偏見を引き起こし、患者を完全に理解している看護師をやめさせる。 もう一つの障害はステレオタイプ化であり、患者の経歴はしばしば多くの倫理的および文化的伝統を包含する多面的です。 コミュニケーションを個別化し、文化的に敏感なケアを提供するためには、社会的、民族的、文化的、そして経済的な複雑さを理解することが重要です。 これには、特定の態度を克服し、すべての患者に一貫した判断力のないケアを提供することが含まれます。 多様な経歴や状況、あるいは道徳や信念の違いにかかわらず、誰であるかについて人を受け入れる。 これらの属性を示すことで、患者と看護師の間で信頼が高まります。   看護師は、社会的、文化的、人種的な違いの結果、および治療的関係にどのように影響を与える可能性があるかを知る必要があります。  看護師は、人の信念や価値観を尊重しながら健康を実践するために、文化の影響を認識する必要があります。 

### 共同目標設定
治療的な看護師とクライアントの関係は、クライアントの利益のために確立されます。 それは彼らの健康状態を改善することに向けられた目標を作成するためにクライアントと共に働くということです。  目標は、クライアントの価値観、信念、ニーズに集中しています。看護師は、患者さんやご家族が健康に関わることができるようにします。  この関係には3つのフェーズがあります。開始（最初の接触/紹介）、中間（介護を提供するための関係の構築）、そして終了（患者は看護師に依存しなくなりました）です。 このプロセスを成功させるためには、看護師はクライアントを個人として評価し、尊重し、そして耳を傾ける必要があります。 最適な肉体的、精神的、精神的健康を向上させる漸進的な目的で、患者の気持ち、優先順位、課題、そして考えに焦点を合わせるべきです。 

### 責任ある倫理的慣行
これはコミュニケーションベースの関係であるため、情報をやり取りし、教育し、そして情報を共有する責任は看護師にあります。  CNO規格の4番目のステートメントは、「乱用からクライアントを保護する」です。 彼らの顧客が危害から安全であることを確実にするために彼らの顧客の虐待を報告することは看護師の仕事であると述べられている。 看護師は、暴力的、脅迫的、または危害を加えることを意図していると見られる可能性がある、観察された虐待的な状況に介入してそれを報告しなければなりません。 看護師はまた、ロマンチックな、または性的に虐待的であると認識されているクライアントに対する医療提供者の行動または発言を報告しなければなりません。 

## クライアントの視点
Coatsworth-Puspoky、Forchuk、およびWard-Griffinは、ナースとクライアントの関係におけるクライアントの視点についての調査を行いました。 研究は、「明るい面」と「暗い面」を形成する2つの関係を記述しました。 
「明るい」関係には、クライアントとその感情を検証した看護師が関わっていました。 例えば、あるクライアントは、彼女に腹を立て、入院に関する否定的な考えを明らかにすることによって、看護師に対する彼の信頼をテストしました。 クライアントは、「彼女は私にとって非常に親切になろうとしています...これまでのところうまく行っているこの偶発的な攻撃に耐えることができれば、それはおそらく非常に有益な関係になるでしょう」 
関係の「暗い」側は、看護師とクライアントが互いに離れていく結果となりました。 例えば、あるクライアントは、「看護師の一般的な感情は、誰かが助けを求めるとき、彼らは操作的で注意を求めているのです」と述べました。  そのため、看護師は、ニーズに応じて病気にかかっている患者を認識しませんでした。クライアントは看護師を避け、それらを避けていると看護師を認識しました。 1人の患者が報告した、「看護師はすべて彼らの中央駅にとどまった。 彼らは患者と混ざりませんでした。 。 。 あなたが彼らと持っている唯一の相互作用は薬の時間です。 "  信頼も思いやりも交換されなかったので、相互の回避と無視の認識が生まれました。 ある参加者は、「誰も気にしない」と述べた。 関係ありません。 それはただ、彼らはそれを聞きたくないのです。 彼らはそれを知りたくありません。彼らは聞きたくはありません」  発達した関係は看護師の個性と態度に依存しました。 これらの調査結果は、ナースとクライアントの関係の重要性についての認識をもたらします。 

## 信頼関係の構築
信頼を築くことは、関係がどのように進むかに有益です。 Wiesman氏は、集中治療室で少なくとも3日間過ごした15人の参加者へのインタビューを使用して、ナースとクライアントの関係に対する信頼を築くのに役立った要因を調査しました。 患者は、看護師が注意力、能力、快適さの測定、人格特性、および情報提供を通じて信頼を促進したと述べた。 すべての参加者は、看護師の注意力が信頼を築くために重要であると述べました。 看護師は「いつもあなたと一緒にいます。 何かが起きたときはいつでも、彼らはそこにいてあなたの世話をしています」  7人の参加者は、信頼を築く上で重要であると認めました。 「看護師が仕事をしているのを見ることができたので、私は看護師を信頼しました。 彼らはささいなことをする時間を取り、彼らが正しいと適切に行われたことを確認した「と、ある参加者を述べた。  5人の参加者から、痛みの軽減が信頼を促進するものとして見られました。 
あるクライアントは、「彼らは最小の必要性のためにそこにいた」と述べた。 私が1時間のうちに5回か6回私を再配置したときのことを覚えています」  5人の参加者から、優れた性格が重要であると言われました。 ある人は、「彼らはみんな親切で、長い間あなたを知っているような気分にさせます」と述べた（61）。 適切な情報を受け取ることは4人の参加者にとって重要でした。 ある参加者は、「彼らは物事を説明した」と述べた。 彼らはそれをステップバイステップで追った」  この調査の結果は、信頼が永続的な関係にどのように役立つかを示しています。 

## 精神的な支え
感情的支援は、理解を通じてなされる安心と励ましを授け、受け取ることです。 Yamashita、Forchuk、およびMoundは、精神障害のある患者を対象としたナースケース管理のプロセスを調査するための調査を実施しました。 カナダのオンタリオ州の4つの都市で入院中、移行中、および地域の看護師がインタビューを受けました。 インタビューは、患者に感情的な支援を提供することの重要性を示しています。 ある看護師は、クライアントが「誰かが週に一度行っていることを確認するのに十分に気をつけています...彼らと一緒に買い物に行くか、医者の診察を受けることによって気をつけています。 彼らにとってそれは世界を意味します」。 
インタビューは、家族を治療同盟者として含めることが重要であることを示しました。 看護師は "我々は家族と一緒にいる。 「私たちは、対立との間でどこかに過度に関与し、としてそれらをすることができ、私たちは同じくらい、彼らが望むようにそれらに接触している。  頻繁に接触することで、看護師は家族と可能性について話し合うことができました。 研究は関係における感情的なサポートの重要性を再確認しました。 

## ユーモア
ユーモアは永続的な関係を築く上で重要です。 Astedt-Kurki氏、Isola氏、Tammentie氏、およびKervinen氏は、入院中のユーモアに関する経験について、患者団体のニュースレターを通じて書くよう読者に求めました。 手紙はフィンランドからの13の慢性的な病気のクライアントから選ばれました。 依頼者は、彼らの手紙に加えて面接も受けました。 インタビューは、ユーモアが健康に重要な役割を果たしたと報告しました。 麻痺した女性が言った、「生きて生き残りたいのなら、ユーモアのセンスが必要です。 いくら傷ついても、あなたはそれを続けなければなりません。」 
ユーモアは、前向きな見通しを見つけることによって起こったことをクライアントが受け入れるのを助けました。 1人の参加者は、「...あなたがいることができるように病気であり、横になること以外何もしないで、他の人が助けるために彼女の力ですべてをするなら、ユーモアは本当にあなたを気分を良くさせます」  ユーモアは、特に男性において、防御メカニズムとしても機能します。 ある参加者は、「男性患者にとってユーモアは彼らの感情を隠す方法でもある」と述べた。 彼らが恐れていると彼らが認めるのは非常に難しいです。」  看護師がユーモアのセンスを持っているとき、患者は難しい問題について話し合うのがより簡単であると思います。 「ユーモアのセンスを持っている看護師、それはあなたが話すことができる一種の看護師です、それはあなたが頼りにして助けを求めることができる一種の看護師です...」と参加者は報告しました。  この研究は、ユーモアが一般に人々にとって重要であるならば、変化の時にはそれが重要であり続けるであろうという支持を貸す。 